# Mont Chienbetsu
 (mai 2015).
Le mont Chienbetsu (知円別岳, Chienbetsu-dake) est un volcan dans la péninsule de Shiretoko en Hokkaidō au nord-est du Japon.